# Dolmen von Kædeby

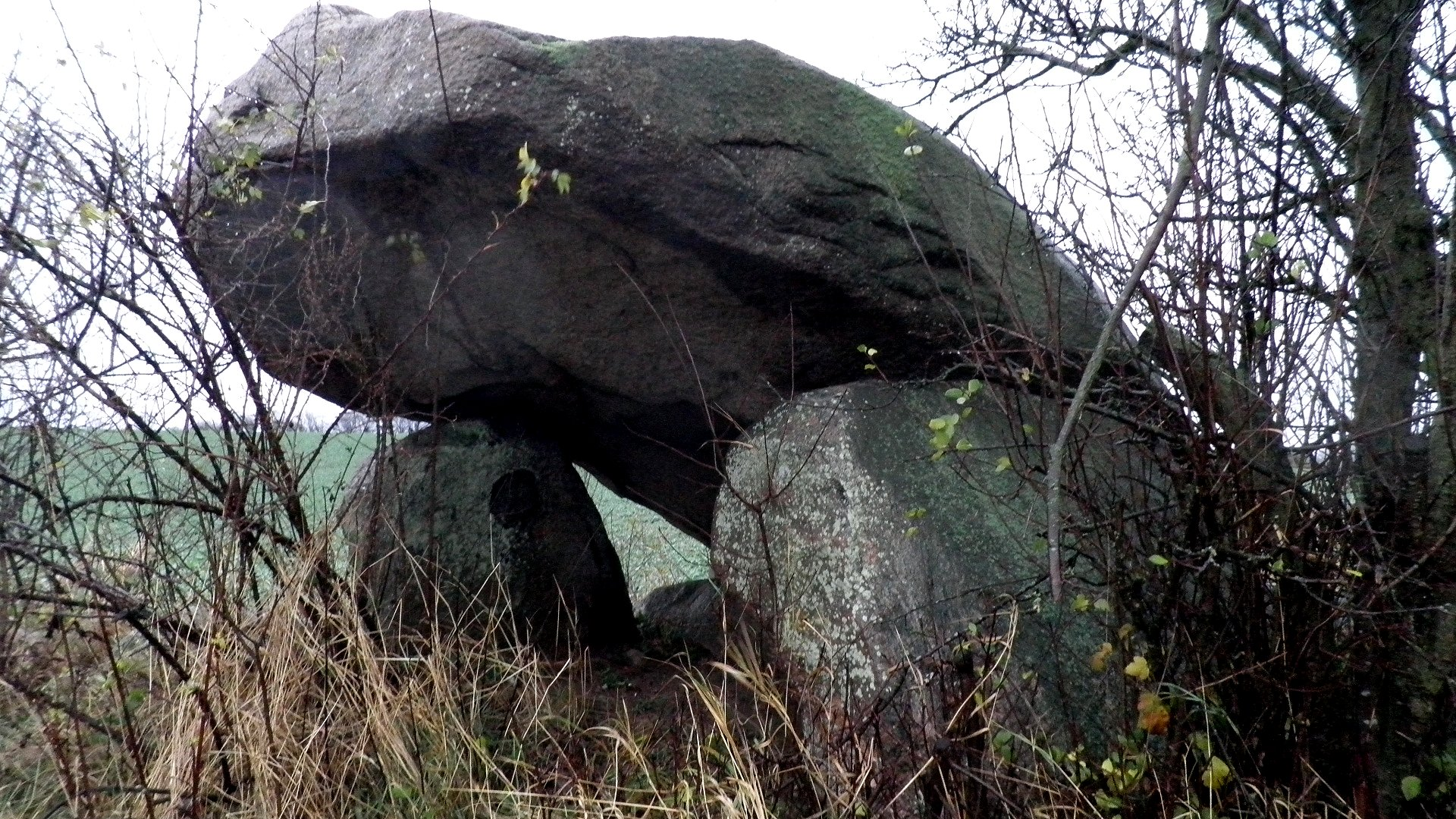
Dolmen von Kædeby

In einem Feldrain, etwa 300 m südlich der Straße die durch Kædeby führt, liegt der Dolmen von Kædeby mit einer Kammer von imponierender Größe.
Die Kammer des Dolmens bei Humble vermittelt mehr als andere Vorzeitdenkmäler auf der dänischen Insel Langeland einen Eindruck vom Können der Erbauer der Trichterbecherkultur (TBK) vor etwa 5000 Jahren.
Die Kammer besteht aus vier mannshohen Tragsteinen, von denen noch drei aufrecht stehen. Etwas verschoben ruht darauf der enorme Deckstein, auf dessen Oberseite sich etwa 50 mehr oder weniger deutliche Schälchen befinden. Der mutmaßliche Polygonaldolmen erinnert an cornische Portal Tombs. Ausgrabungen wurden nicht gemacht.
In der Nähe liegt Kong Humbles Grav.